# Vuollosvaara
Vuollosvaara är en kulle i Finland.  Den ligger i Sodankylä i landskapet Lappland, i den norra delen av landet, 900 km norr om huvudstaden Helsingfors. Toppen på Vuollosvaara är 333 meter över havet.
Terrängen runt Vuollosvaara är huvudsakligen platt.Trakten runt Vuollosvaara är nära nog obefolkad, med mindre än två invånare per kvadratkilometer.